# Dominique Colonna
Dominique Colonna (Corte,  1928. szeptember 4. – 2023. szeptember 12.) francia válogatott labdarúgó.

## Sikerei, díjai

### Klub
- Nice
  - Francia bajnok: 1955–56
- Reims
  - Francia bajnok: 1957–58, 1959–60, 1961–62
  - Francia kupa: 1957–58

### Válogatott
- Franciaország
  - Labdarúgó-világbajnokság bronzérmese: 1958